# Symphonic Live
A Symphonic Live a Yes 2002-es DVD-kiadványa, melyet az Europan Festival Orchestra közreműködésével vettek fel. Az első lemez egy Amszterdamban készült koncertfelvételt tartalmaz, míg a második lemezen egy dokumentumfilm található. A kiadvány érdekessége, hogy Rick Wakeman szerepét a fiatal zenész, Tom Brislin tölti be.

## Számok listája
1. Overture
2. Close to the Edge
3. Long Distance Runaround
4. Don’t Go
5. In the Presence of
6. Gates of Delirium
7. Lute Concerto in D Major
8. 2nd Movement – Mood for a Day
9. Starship Trooper
10. Magnification
11. And You And I
12. Ritual
13. I’ve Seen All Good People
14. Owner of a Lonely Heart
15. Roundabout

## Közreműködő zenészek
- Jon Anderson – ének
- Chris Squire – basszusgitár
- Steve Howe – gitár
- Alan White – dob
- Tom Brislin – billentyűs hangszerek
- Wilhelm Keitel – karmester